# Centropogon delicatulus
Centropogon delicatulus är en klockväxtart som beskrevs av Mcvaugh. Centropogon delicatulus ingår i släktet Centropogon och familjen klockväxter. Inga underarter finns listade i Catalogue of Life.